# Fort Towson
Fort Towson – miasto w Stanach Zjednoczonych, w stanie Oklahoma, w hrabstwie Choctaw.